# 培養上清治療
培養上清治療（ばいようじょうせいちりょう、英：Conditioned-medium therapy）は幹細胞治療に対比される概念である。幹細胞治療が幹細胞自体を使用するのに対して、培養上清治療は幹細胞が産生する生理活性物質を含有する培養上清液を用いて疾患を治療または予防することである。

## 歴史

### はじまり
幹細胞を損傷した人の組織・臓器を再生するために用いる試みが1980年代に始まった。それ以前は生体の一部や人工材料を移植することで人体の再生が行われていた。その後、人体の最小単位である細胞、なかでも分化能と自己複製能に富む幹細胞を移植材料とする「幹細胞治療」という概念が生まれ、主に骨髄の再生が行われた。それには幹細胞研究の進歩と培養技術の向上が寄与している。その後生体外で幹細胞を使って人工組織・臓器の再生を目指す再生医療の概念が生まれた。

### 再生医療治療以前
外傷や病気、加齢などで人体の形態・機能が失われたときには、人類は古くから組織の移植や人工材料による再生を行ってきた。それには4つのタイプがある。
1. 自家移植（auto-graft）自分の体の一部を別の場所にある欠損を再生するために移植することを指す。皮膚・骨の移植が典型例である。免疫拒絶を受けないが採取部に損傷が生じるのが問題である。
2. 他家移植（allo-graft）他人の組織・臓器を人体の再生にもちいること。特別な処置を講じない限り免疫拒絶をうけるので生着しない。免疫抑制剤の投与を前提とした死体腎移植がもっとも一般的である。一方、細胞レベルでの他家移植として骨髄移植がしられる。
3. 異種移植（xeno-graft）動物などの組織・臓器を人に移植すること。脱細胞化処理した皮膚や骨の移植が行われている。人獣感染や激しい免疫反応のため臓器レベルでの移植はほとんど行われていない。
4. 人工材料（artificial material）合成した生体材料を使用する。アパタイト人工骨、ポリマー人工皮膚などが知られる。工場生産品であるためほぼ無尽蔵の供給が可能であるが、完全な生体組織の再生は期待できない。

### 幹細胞治療と再生医療
広義の幹細胞治療は、再生医療の概念が生まれる以前からはじまっている。もっとも一般的なものは白血病の治療に行われている骨髄移植である。これは組織適合性の一致した健全な他者から骨髄幹細胞を移植するものである。一方、心臓や腎臓の移植医療における臓器不足が深刻化したことを背景に、幹細胞をつかって人工的に臓器をつくる再生医療の試みが始まった。それまで細胞生物学の分野で続けられてきた幹細胞に関する基礎的な知見を一気に医学応用、それも臓器作りにむけて方向づけたのはこうした強い社会的要請が起因とされる。のち両者は同一の概念として合流するので、ここからは再生医療を幹細胞治療の一部とみなして解説する。

## 再生医療の歴史

### 第一世代（1980年～）
この時期の再生医療はそれ以前の人体再生戦略を踏襲していて、その目標は幹細胞を使って生体外で移植組織を作製することであった。自己の培養幹細胞をつかうことで、大量の免疫拒絶を受けない臓器を創出できると標榜された。代表例は全身熱傷に対する培養表皮と膝軟骨欠損に対する培養軟骨の開発である。第一世代で表皮と軟骨が選ばれたのには理由がある。これらはともに単一の細胞であり血管網を必要としない極めて単純な構造をしているからである。培養環境下で作成できる組織としてはこれらが限界であったといえる。

### 第二世代（1990年～）
第一世代の限界をこえて立体構造をもった組織の作製が行われた。そのために幹細胞に三次元的な足場を与える人工材料と、血管構築を促進する生理活性物質の導入が図られた。Tissue Engineering（テッシュ・エンジニアリング、組織工学）という概念の登場である。皮膚においては真皮組織をもつ培養皮膚が作られ、立体構造を持つ培養骨もつくられた。しかし作成できるのは少量の組織に限られた。ここでも血管網の再生が障害となり心臓や肝臓といった大型臓器の生体外構築は実現しなかった。

### 第三世代（2000年～）
実際の医療現場で切実な要請があったのは皮膚、軟骨、骨という支持組織ではなく、中枢神経や心臓、肝臓といった機能臓器であった。このような複雑で高度な機能をもった臓器の構築には従来の生体外臓器構築という手法は難しいとされていた。そこですでに実績のある幹細胞治療にならい、経血管的あるいは直接注入によって幹細胞を供給（移植）して臓器機能を再生する手法に転換がなされた。幹細胞は移植された部位で必要とされる細胞に分化し実質臓器を再構築すると考えられていた。例えば脊髄に移植された幹細胞は神経細胞に分化し、心臓に移植された細胞は心筋細胞に分化し、外傷や老化によって減少した実質細胞を補充する。 幹細胞の移植方法も局所注入による臓器の損傷を避けるために遊離細胞（ばらばらの細胞）を末梢血管から注入し臓器に運ぶ方法がとられるようになった。血中に入った幹細胞は傷んだ臓器に自然と集中し（ホーミング現象）その部位で臓器を再構築する、と考えられた。この時点でいわゆる再生医療と幹細胞治療の概念が合流したと一部意見がある。

### 第四世代（2010年～）
幹細胞は損傷した臓器に到達し、脊髄、心臓、肝臓といった重要臓器でその検証が行われている。その結果、移植した幹細胞の多くが短期間で消滅し実質細胞として臓器構築に参加する細胞はごくわずかであることがわかった。こうした中、新たに登場したのが、パラクライン理論（Paracrine theory ）である。つまり移植した幹細胞が実質臓器をつくるのではなく、幹細胞から分泌した生理活性物質（パラクライン・ファクター：Paracrine factor ）が、内在性の幹細胞を活性化させそれらが臓器を再生させるという考え方である。この仮説によれば、パラクライン・ファクターこそが臓器再生の主役であり、移植した幹細胞はそれを産生し運搬する道具と考えられる。その仮説に基づくとパラクライン・ファクターを含む幹細胞の培養上清は幹細胞移植と同じ再生効果を示すはずであり、そこから培養上清治療の概念が発展した。

## 培養上清の研究
培養上清（Conditioned Medium:CM）とは細胞を培養する過程で得られる上澄み液であり、幹細胞が分泌した大量の生理活性物質や細胞外マトリックスを含んでいる。様々な臓器で培養上清の再生効果を検証する実験がおこなわれている。培養上清をつくる幹細胞として乳歯幹細胞（ Stem cells of Human Exfoliated Deciduous teeth : SHED）, 脂肪幹細胞(Adipose stem cell : AD stem cell)、骨髄幹細胞(Bone Marrow stem cell : BM stem cell）が選ばれそれぞれの培養上清の再生効果が比較検討されている。対照として伝統的な幹細胞移植も行われ、それらとの違いも検証されている。以下に名古屋大学顎顔面外科学教室で行われた一連の研究を紹介する。

### 神経変性
脊髄損傷、脳梗塞、アルツハイマー病などの神経変性のモデル動物における培養上清の効果について研究が行われている。多発性硬化症やパーキンソン病に関する予備的な研究もなされている。これらに共通する神経再生のメカニズムは、培養上清中のE-Siglec-9とMCP-1が作用しマクロファージの極性を炎症型から再生型に変化させる。再生型マクロファージから非炎症性のサイトカイン、成長因子が分泌し神経保護、軸索伸長、炎症抑制という効果を生み出す。同時に内在性の神経幹細胞が損傷部に遊走し神経ネットワークが再形成し運動機能が回復するというものである。SHEDCMの投与によって、どの種類の疾患モデル動物においても顕著な運動回復効果がみられている。脊髄損傷モデル動物においてはSHEDCMは乳歯幹細胞自体よりも運動回復効果が高かった。さらにSHEDCM, ADCM、BMCMでの比較では、SHEDCMがその効果が最も高かったとの研究が報告されている。

### 心筋梗塞
マウス心臓の虚血再灌流モデル（I/R）に培養上清を投与してどのような効果があったかを調べた研究がある。阻血後5分で再灌流したモデル動物の心臓にSHEDCMを投与すると梗塞部分が減少した。心筋細胞のアポトーシスが抑制されたことによる。他の幹細胞との比較においてはSHEDCMはADCM、BMCMにくらべてHGFが数倍から数十倍多く含まれていた。HGFは心筋細胞のアポトーシスを強力に抑制することが知られている。

### 劇症肝炎（ALF)
先天的な免疫反応によっておこる広範な肝臓の破壊を主徴とする予後不良の疾患である。全身的な炎症、進行性の多臓器機能不全によって最終的には死に至る。もともと肝臓は自己再生力が高い臓器であるがALFの場合、自然再生は期待できず、肝移植のみが唯一の治療法である。ALFの動物モデルに乳歯幹細胞とSHEDCMを投与して比較した実験がある。その結果、SHEDCMと移植した乳歯幹細胞の効果はほとんど変わらなかった。この結果は培養上清治療が幹細胞治療にとって代わる可能性を示唆していると考えられる。

### 糖尿病（DM）
この研究はストレプトゾトシンという細胞毒によってβ細胞を破壊したDM動物に、SHEDCM, ADCM、BMCMを投与し、対照として標準培地として期待されている糖尿病治療薬Exendin-4(EX-4)を投与し効果を比較した。その結果SHEDCMはEX-4, BMCM、ADCMよりもβ細胞の保護効果が高かった。SHEDCMは糖尿病の新しい治療薬になりえることを示していると考えられる。

### 関節リュウマチ（RA）
RAは滑膜と慢性炎症を主徴とする自己免疫疾患であり、関節軟骨と骨の破壊をもたらす。 現在有効な治療法としてステロイド剤の関節腔内投与しかなく最近、幹細胞の治療が行われるようになった。SHEDCMの投与後、破壊された関節の骨軟骨が劇的に再生した。その作用機序はSHEDCMによって骨破壊サイトカイン（RANKL）の抑制と強い抗炎症作用である。

### 皮膚の再生
皮膚の老化の現れは皮膚に生じる皺である。その改善のために培養上清が使用されている。培養上清中には数千種類のサイトカイン、成長因子、エクソソームが含まれているといわれるが、それらすべてが表皮の細胞間隙を通過できるわけではない。表皮の内外側に電荷をかける（イオン導入法）と表皮の細胞間隙が広くなり生理活性物質が通過することができる。表皮を通過し真皮に到達した生理活性物質は線維芽細胞を活性化させ、コラーゲンやヒアルロン酸が増加し、真皮層が厚くなり水分含有量が増加することで、しわが改善されるとしている。

### 骨の再生
培養上清の投与による骨の再生研究は比較的早期に始まった。動物の頭蓋骨に作成された欠損に培養上清などを充填し、その治癒過程が観察されている。その結果、培養上清は骨幹細胞、人工骨材料などに比べてもっともはやく骨組織を再生させた。また内在性の幹細胞の移動状態をin vivoイメージングで観察したところ、培養上清は内在性幹細胞を欠損部に誘導し、それらが骨再生していることがわかった。

### 更年期障害
50歳前後の男女にほぼ必発する性ホルモンの減少による加齢関連症状である。 幹細胞による更年期障害の治療は稀であるが培養上清の効果をしらべた研究は存在する。卵子を器官培養して、BMCMを添加したところ、1週間でエストロゲン濃度は約8倍まで上昇し、卵子の成熟も見られた。この研究の波及効果は少なくない。さまざまな女性更年期症状を改善するとともに不妊症の治療にも可能性があると考えられる。精巣再生に対する可能性も示唆されている。培養精巣細胞に臍帯結合組織由来の培養上清を添加すると細胞増殖が更新する。このことは結果として男性性ホルモン（テストステロン）の上昇につながる可能性がある。

## 培養上清の臨床応用
培養上清を実際に人の組織や臓器の再生に臨床応用した学会報告、論文発表は、渉猟した範囲では名古屋大学顎顔面外科（主任教授上田実、2014年当時）のグループをのぞいてみられない。2012年~2014年に、名古屋大学附属病院およびその関連病院において歯槽骨、歯周病、皮膚、脳梗塞、アルツハイマー病、アトピー性皮膚炎、関節リュウマチ、Ⅱ型糖尿病の臨床研究が行われている。
民間のクリニックで行われた先駆的な臨床研究の中には基礎研究と矛盾する結果も含まれており信用されないものもある。これらの臨床研究のほとんどの結果は統計処理が行われておらず、治療によって有意の効果が得られたかは不明である。また使用された培養上清の製造工程、活性、安全性の情報開示が十分でないケースも散見される。今後これらの情報が開示されることによって、培養方法、適応症、プロトコールが最適化される可能性がある。